# Otoka (Polska)
Otoka (dawn. Otoka Grabińska) – wieś w Polsce, położona w województwie świętokrzyskim, w powiecie sandomierskim, w gminie Łoniów.
Pod względem geograficznym wieś wraz z najbliższymi okolicami stanowi fragment zajmującej rozległy obszar równin Kotliny Sandomierskiej. Sama miejscowość leży w dolinie rzeki Wisły, na jej lewym brzegu. Wisła w tym obszarze stanowi granice województwa świętokrzyskiego i wsi Otoki. 
| SIMC    | Nazwa   | Rodzaj    |
| ------- | ------- | --------- |
| 0797990 | Grabina | część wsi |

Wierni Kościoła rzymskokatolickiego należą do parafii św. Mikołaja w Łoniowie.
Na terenie miejscowości funkcjonuje Ochotnicza Straż Pożarna. 14 września 2019 roku OSP Otoka obchodziło 50-lecie działalności.
W XIX w. folwark Otoka należał do dóbr Świniary i Gągolin. 
Następnie właścicielem dóbr Otoka był Ignacy Marynowski, zmarły w 1865 roku, pochowany na cmentarzu katedralnym w Sandomierzu.  Jak informuje napis na tablicy nagrobnej, był on porucznikiem jazdy sandomierskiej, rannym pod Puławami w 1831 roku. Wzięty do niewoli, po powrocie osiadł w Otoce. Za udział w oddziale Czachowskiego w 1863 roku aresztowany przez władze carskie, zmarł jako więzień w zamku sandomierskim.
W 1945 roku we wsi istniały 32 gospodarstwa zamieszkałe przez 383 osoby.
W latach 1975–1998 miejscowość administracyjnie należała do województwa tarnobrzeskiego.
Według Narodowego Spisu Powszechnego Ludności i Mieszkań z 2011 roku liczba ludności we wsi Otoka to 229 z czego 48,9% mieszkańców stanowią kobiety, a 51,1% ludności to mężczyźni.  Miejscowość zamieszkuje 3,0% mieszkańców gminy